# Vinícius Tobias
Vinícius Augusto Tobias da Silva (ur. 23 lutego 2004 w São Paulo) – brazylijski piłkarz występujący na pozycji prawego obrońcy, od 2022 roku zawodnik ukraińskiego Szachtara Donieck.